# Ringwall Alteburg (Lorsbach)
Bei dem Ringwall Alteburg handelt es sich um eine Ringwallanlage mit einer zusätzlichen Abschnittsbefestigung in der heutigen Gemarkung Schlingswald, nordwestlich des heutigen Hofheim-Lorsbach im Main-Taunus-Kreis in Hessen. Die Überreste der früher vermuteten frühmittelalterlichen, nach neuerer Fundeinschätzung aber eisenzeitlichen Wallanlage mit Höhensiedlung zeichnen sich heute noch gut als Bodendenkmal in der Landschaft ab.

## Lage und Beschreibung

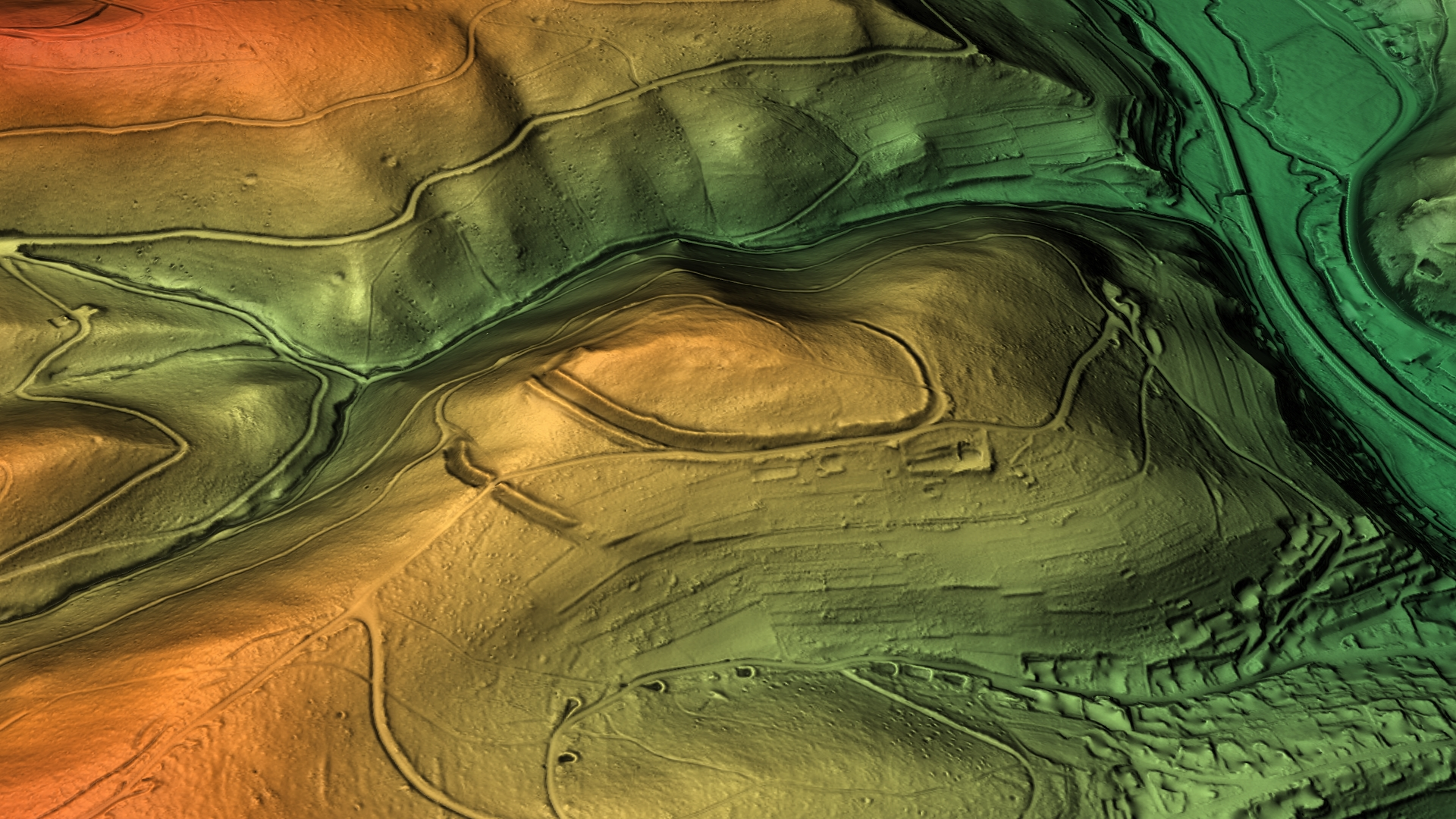
3D-Ansicht des digitalen Geländemodells. Im Westen der vorgelagerte Abschnittswall; nach Norden die Anlage auslaufend, beziehungsweise heute nicht mehr feststellbar.

Der Ringwall Alteburg liegt rund 500 m nordwestlich von Lorsbach, auf einem 297,4 m ü. NN hohen, breiten, nach Osten in das Schwarzbachtal hin gerichteten Bergsporn des sogenannten Judenkopfes. Der Bergrücken ist durch steil abfallende Seiten umrahmt. Lediglich im Südwesten gibt es einen flachen Übergang zum Bergmassiv und der Langenhainer Hochfläche. Der Sporn erhebt sich ca. 130 m über das Schwarzbachtal.
Die Anlage an sich hat eine weitgehend ovale Form und misst in Ost-West-Richtung 290 m bei einer maximalen Ausdehnung von 130 m in Nord-Süd-Richtung und nimmt, nur den Ringwall gesehen, eine Fläche von mindestens drei Hektar ein. An der Südwestseite bestand aufgrund des flachen Übergangs die höchste Angriffsgefährdung. Entsprechend war hier an dem zugänglichen Bergrücken ein Abschnittswall vorgelagert. Die eigentliche Ringwallanlage, am Stärksten von einem anstehenden Felsstück im Westen bis nach Südosten ausgebaut, war ein doppeltes Graben-Wallsystem. Im Süden ist jedoch der äußere Wall teilweise durch neuzeitlichen Wegebau zerstört. Am östlichen Rand, der vom Weg wieder nach Norden abgeht sollen noch Überreste eines stark verflachten weiter nach Osten auslaufenden Annexwalles sichtbar sein.
Vor dem äußeren Wall liegt ein seichter Graben. Der Wall selbst erreicht noch eine Höhe von etwa 1,5 m über der Grabensohle.
Dem massiveren, inneren Wall vorgelagert ist ein etwa 1,0 m tiefer Graben. Der Wall erhebt sich über die Sohle dieses Grabens um etwa 5,5 m. Von der Innenseite her gesehen ist dieser Wall nur etwa 1,8 m hoch. Auf der Südseite verflacht der Wall von der innenseitigen Ansicht her, wobei die Außenböschung bis in den Nordosten hin erhalten ist.
Auf der Nordseite finden sich keine Überreste einer Befestigung, wobei allerdings davon auszugehen ist, dass auch hier die Anlage gesichert war.
Eine Toranlage ist nicht zu finden. Dabei ist denkbar, dass sich das Tor im nicht mehr wahrnehmbaren Nordwall befand.
Weiter südwestlich findet sich noch ein vorgelagerter Abschnittswall. Diese weist eine Länge von bis zu 165 m auf und verläuft in leicht gekrümmter Form. Der Graben erreicht eine Breite von 10 m bei 1,5 m Tiefe. Der Wall erhebt sich über die Sohle des Grabens etwa 4,0 m.
Erschlossen ist die Anlage über einen historischen Rundwanderweg.

## Erkundung der Anlage
In den 1970er Jahren wurden größere Mengen an Fundmaterial geborgen. Einige Funde werden der Urnenfelderkultur zugeordnet. Die Datierung der meisten Funde ist im Wesentlichen späthallstattzeitlich bzw. frühlatènezeitlich (7. bis 5. Jh. v. Chr.).
Die Lesefunde fanden sich überwiegend am inneren südwestlichen Wallbereich. Eine Randscherbe einer konischen Knickwandschale konnte dabei in die späte Bronzezeit (1300–800 v. Chr.) datiert werden. Von 400 weiteren Wandscherben konnten 356 der älteren Eisenzeit (650–400 v. Chr.) zugeordnet werden. Das übrige keramische Fundmaterial von Rand- und Bodenscherben lässt sich ebenfalls in den Bereich der Späthallstattzeit bis zur Frühlatènezeit einordnen. Alle Scherbenfunde werden handgemachten Gefäßen zugeordnet. Die Keramikfunde zeigen, dass die Schüsseln, Schalen und Töpfe mit Eindruckverzierungen und umlaufenden Wulsten versehen waren. 41 Mahlsteinfragmente sowie 3 kg Hüttenlehm mit Flechtwerkabdrücken weisen eine längere  menschliche Besiedlung aus. Eisenfunde (Tüllenlanzenspitze mit Mittelrippe, Reste eines Tüllenbeils) werden der Stufe Hallstatt D1 zugerechnet.
Im Süden (südöstlich der westlich liegenden Bergspitze) sind 5 Wohnpodien nachgewiesen, der sich südlich eine über die halbe Länge der Anlage hinziehende Terrassierung anschließt.
Zwei Quellbereiche als Wasserzugang werden vermutet: eine Quelle am westlichen Ende des inneren Walls der Ringwallanlage an einer natürlichen Felsformation und eine weitere südlich der Bergkuppe.
Für eine Besiedlung im Frühmittelalter liegen keine Befunde vor. Frühere Gleichsetzungen mit einer Befestigung predium Laresbach nach einer Urkunde von 995 sind hinfällig, da als Fälschung des 18. Jahrhunderts ausgewiesen. Nur die Doppelwallanlage lässt eine mögliche Interpretation der Nachnutzung der Anlage im Mittelalter zu., wie sie sich beim Altkönig oder auf dem Glauberg zeigt.
Relief-Untersuchungen zeigen, dass die Anlage eine weite Umgebung absichern konnte und Sichtverbindung zur in etwa zeitgleichen Anlage Altkönig, wie auch zum Kapellenberg bestand. Siedlungsfundstellen in der Hofheimer Kernstadt, in Marxheim und Diedenbergen, sowie mehrere Grabhügel im gleichen Gebiet, könnten als Einzugs- bzw. Einflussgebiet der Anlage gezählt werden. Die Anlage wird von ihrer Lage her eine wichtige strategische Verteidigungs- und Überwachungsfunktion der Übergangszone zwischen fruchtbarer Mainebene und Taunus zugestanden.

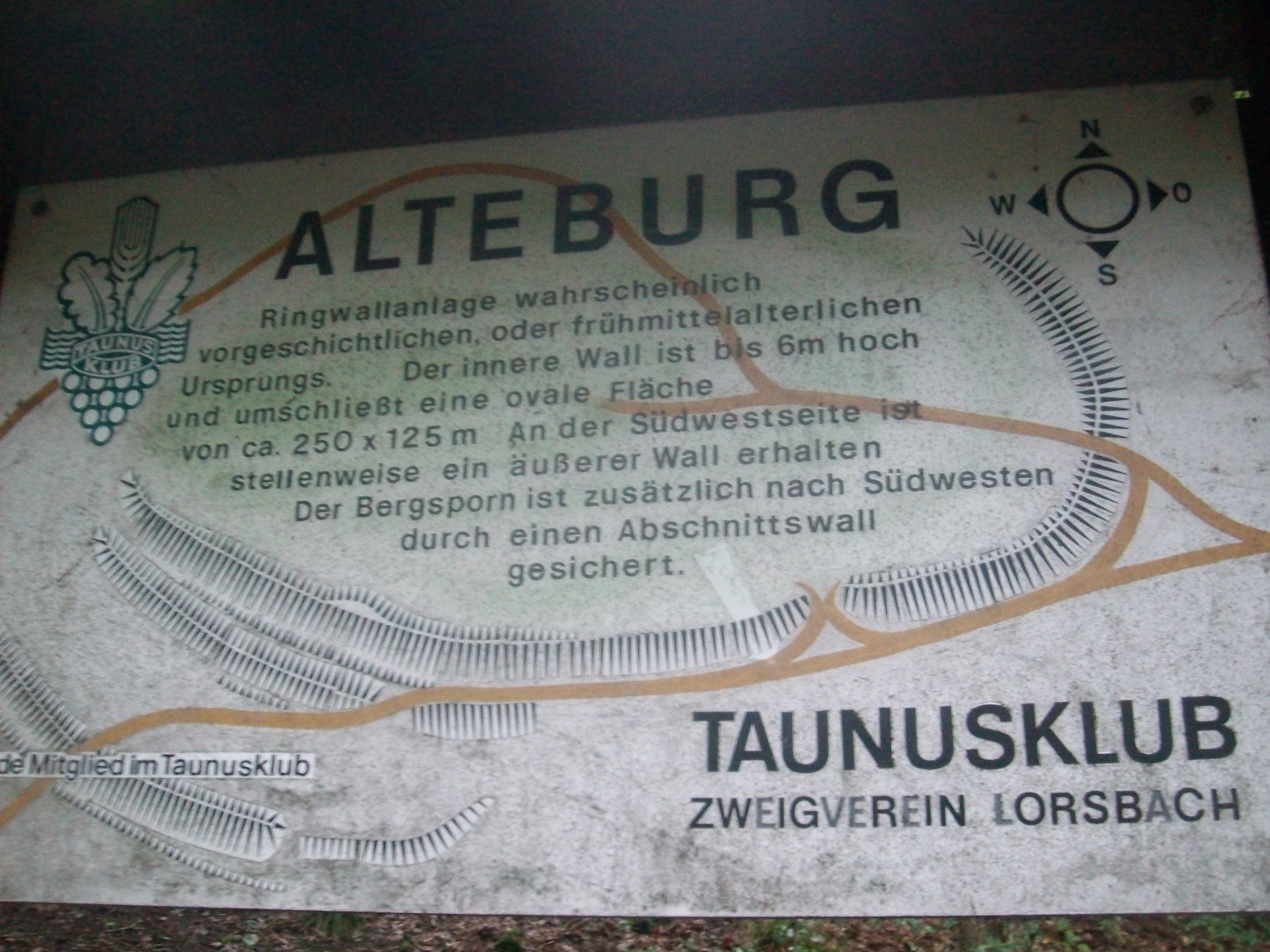
Örtliche Beschreibung der Wallanlage
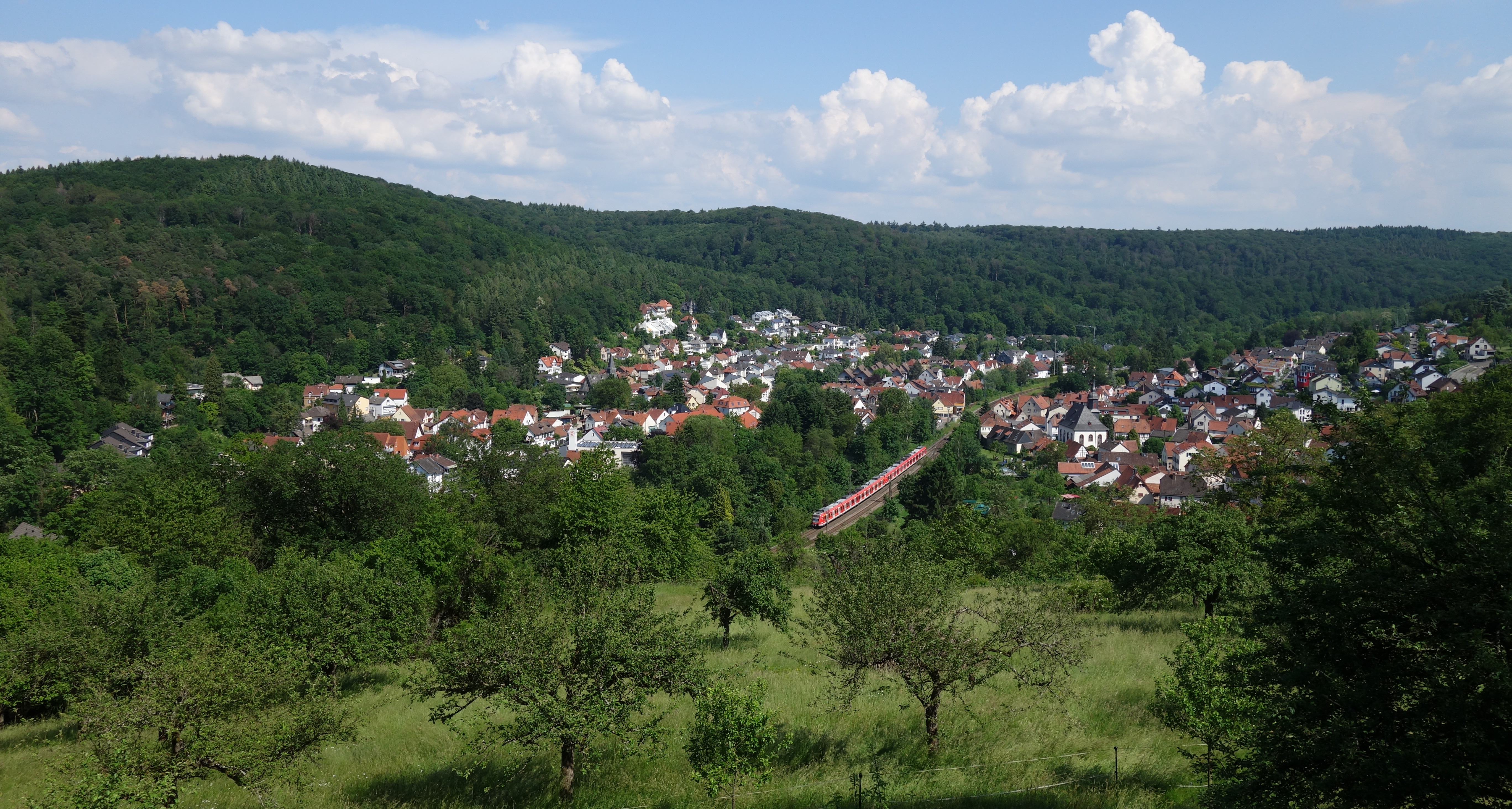
Blick auf Lorsbach vom Turm am Ringwall
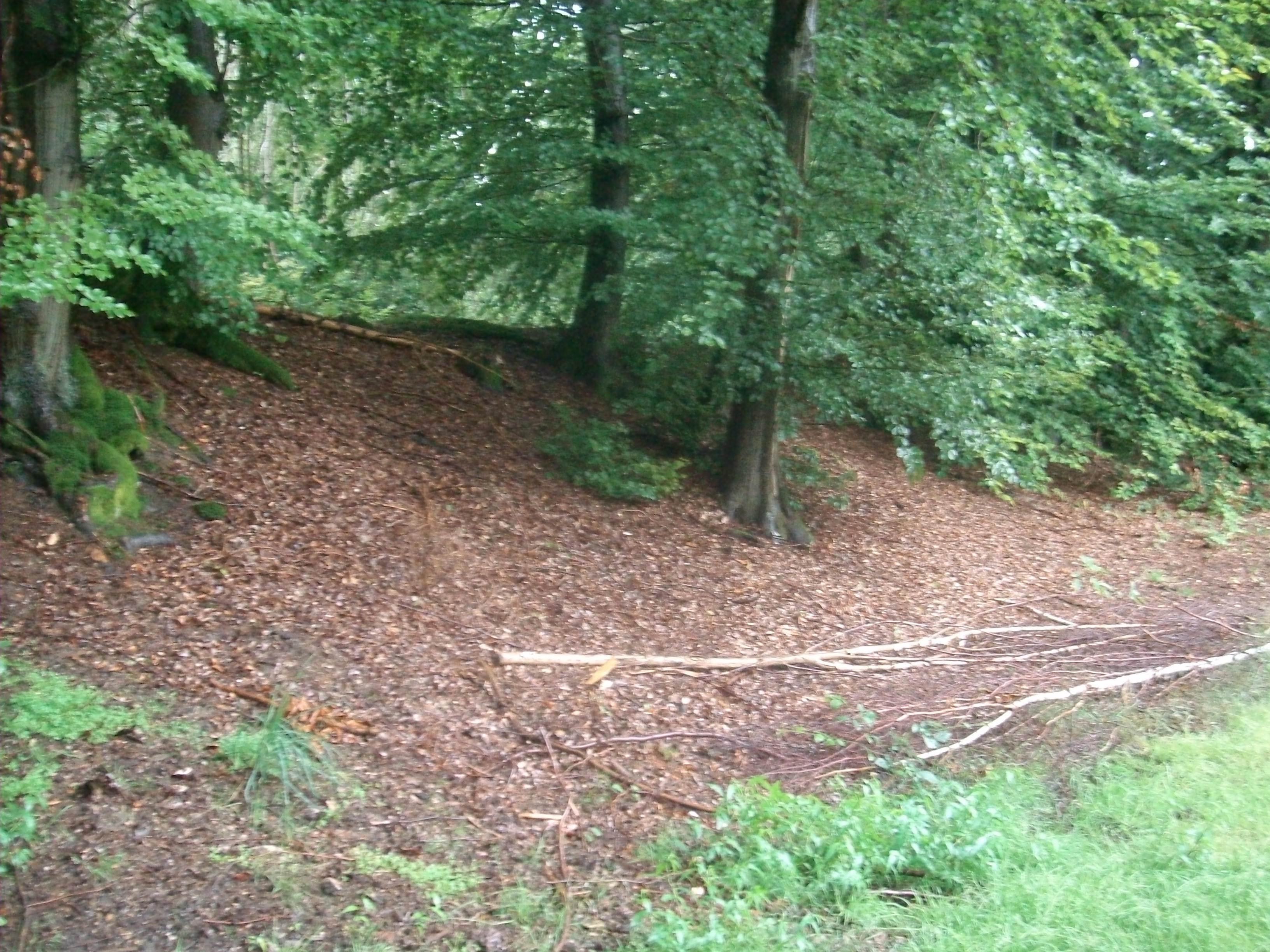
Der Wall im Ostbereich
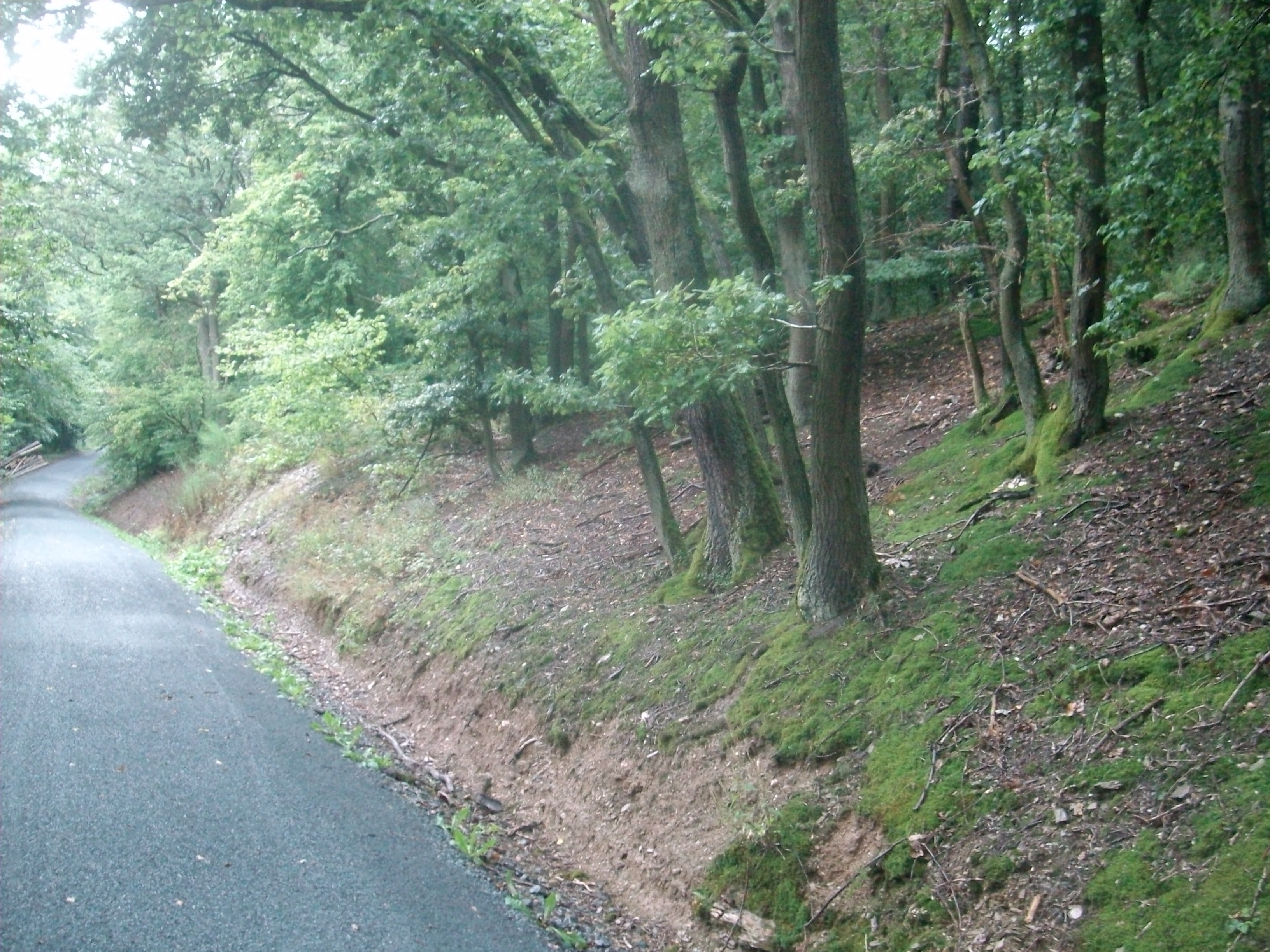
Die Wallanlage angrenzend an den Alteburgerweg

## Turm am Ringwall

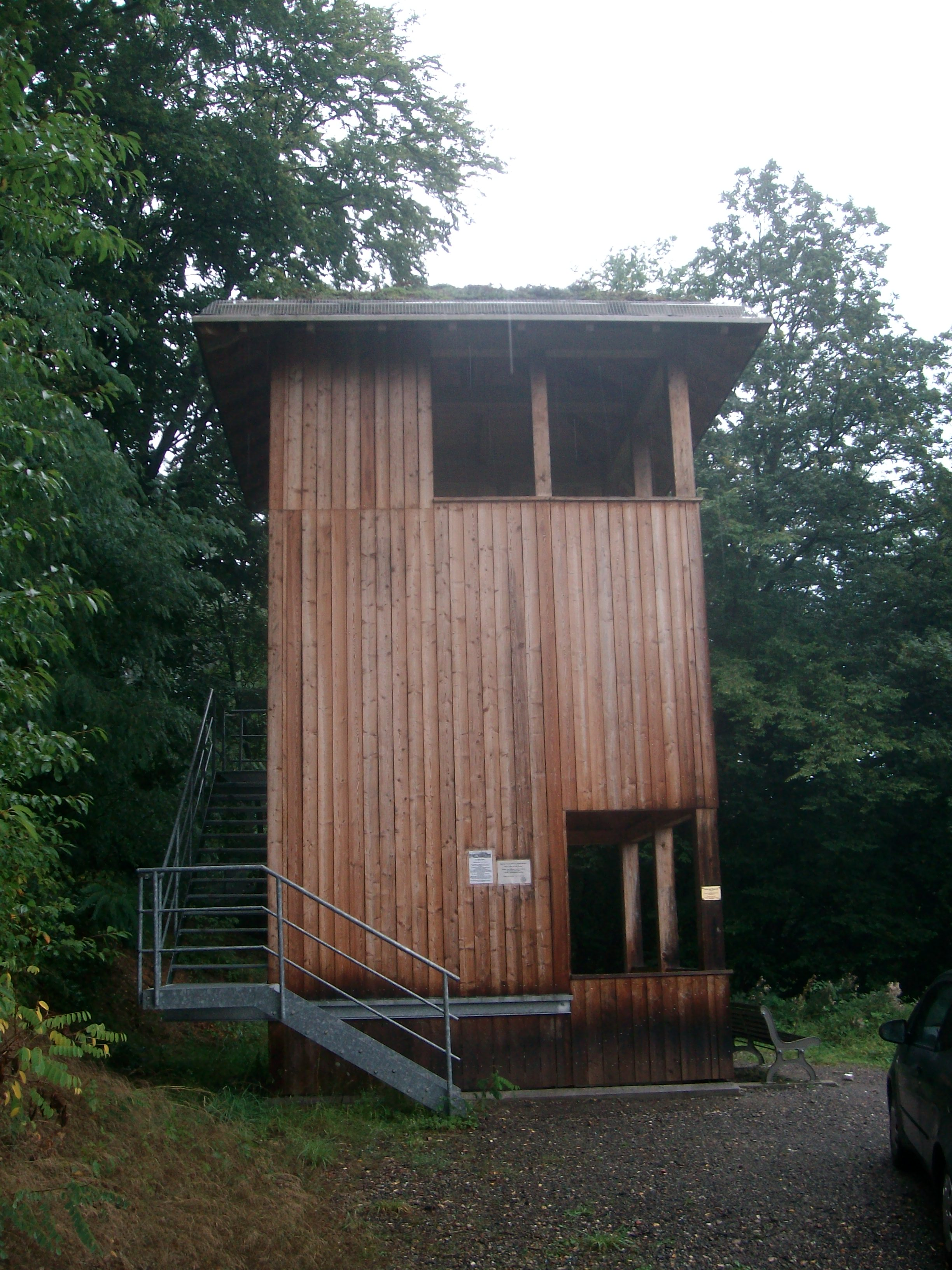
Der Aussichtspunkt Turm am Ringwall

Der Turm am Ringwall ist ein Aussichtsturm östlich der Wallanlage, gelegen an dem Zugang von dem Alteburgweg. Er wurde 2005 als Nachfolge für den Luisentempel errichtet. Architekt war E. Winkelmann, getragen wurde der Neubau vom Heimat- und Geschichtsverein Lorsbach e. V.
1907 war der Aussichtsturm Luisentempel vom Taunusklub Lorsbach mit Unterstützung des Frankfurter Verlegers Ludwig Ravenstein errichtet worden. Zu Ehren dessen verstorbener Frau Luise erhielt dieser den Namen Luisentempel. Am 31. Mai 1908 folgte die Einweihung. Der Aussichtsturm entwickelte sich zu einem beliebten Ausflugsziel.
Während und nach dem Zweiten Weltkrieg verfiel der Turm so weit, dass 1950 nur noch die Grundplatte vorhanden war. Hinzu kamen Plünderungen.
Im Zuge der Lorsbacher Bestrebungen den Fremdenverkehr zu fördern erfolgte auf Initiative des Verkehrs- und Heimatvereins Lorsbach, wie sich der Taunusklub zwischenzeitlich nannte, eine Neuerrichtung als Schutzhütte im Jahr 1955.
1988 entwickelte sich eine Initiative zum Wiederaufbau des Luisentempels in ursprünglicher Form. Allerdings konnte dieser Wiederaufbau aufgrund rechtlicher Probleme nicht durchgeführt werden.
Von dem zwischenzeitlich für den Wiederaufbau gesammelten Geld wurde dann der Turm am Ringwall errichtet.

## Denkmalschutz
Der Bereich der Wallanlage ist ein Bodendenkmal nach dem Hessischen Denkmalschutzgesetz. Nachforschungen und gezieltes Sammeln von Funden sind genehmigungspflichtig, Zufallsfunde an die Denkmalbehörden zu melden.